# Acrorhynchides bivittatus
Acrorhynchides bivittatus är en plattmaskart som först beskrevs av Uljanin 1870, och fick sitt nu gällande namn av Embrik Strand 1928. Acrorhynchides bivittatus ingår i släktet Acrorhynchides och familjen Polycystididae. Inga underarter finns listade i Catalogue of Life.